# Euriphene plagiata
Euriphene plagiata är en fjärilsart som beskrevs av Aurivillius 1898. Euriphene plagiata ingår i släktet Euriphene och familjen praktfjärilar. Inga underarter finns listade i Catalogue of Life.